# 閣内大臣 (イギリス)
閣内大臣（かくないだいじん、英: Secretary of State）は、イギリスの内閣において首相の推薦に基づいて国王が任命し、閣議に出席できる大臣。閣外大臣（Minister of State）と区別される。Secretary of Stateは「閣僚大臣」と訳されることもある。閣内相ともいう。

## 地位
イギリスの内閣には大臣として閣内大臣（Secretary of State）と閣外大臣（Minister of State）がいることが挙げられる。閣内大臣は首相の推薦に基づいて国王によって任命され、閣議に出席する地位にある。
イギリスの内閣にはいくつかの特色があるが、1980年代前半の運輸省のように省庁に閣内大臣（閣僚）を置かず、大臣として閣外大臣のみが置かれた例がある。一方で財務省（大蔵省）のように複数の閣僚がいる省もある。

## 一覧
- 内閣府担当大臣
- 内務省
  - 内務大臣（Secretary of State for the Home Department）
- 国防省
  - 国防大臣（Secretary of State for Defence）
- スコットランド省
  - スコットランド大臣（Secretary of State for Scotland）